# NYX (comics)
Pour le personnage de la mythologie grecque, voir Nyx.
 (novembre 2014).
Si vous disposez d'ouvrages ou d'articles de référence ou si vous connaissez des sites web de qualité traitant du thème abordé ici, merci de compléter l'article en donnant les références utiles à sa vérifiabilité et en les liant à la section « Notes et références ».
NYX est le titre d'une mini-série de comics en sept numéros parue chez Marvel Comics, dérivée de X-Men. Elle est écrite par Joe Quesada et illustrée par Joshua Middleton (en). NYX est l'un des diminutifs désignant la ville de New York.

## L'histoire
NYX met en scène une bande d'adolescents new-yorkais, sans-abris, dont les vies basculent le jour où ils se découvrent des pouvoirs surnaturels.

## Les personnages
- Kidden Nixon : Mutante avec la capacité de ralentir ou accélérer le temps.
- X-23 (Laura Kinney) : Mutante aux pouvoirs proches de ceux de Wolverine (griffes en adamantium et pouvoir de régénération) ; c'est une prostituée.
- Catiana (Tatiana Caban) : Mutante avec la capacité de se transformer en l'animal dont elle a touché le sang.
- Cameron Palmer : Ancienne professeure de Kidden qui a tenté de se suicider, menant l'adolescante à lui a sauver la vie.
- Felon (Bobby Soul) : Mutant avec la capacité de projeter sa conscience dans d'autres personnes et de prendre possession de leur corps. L'effet est tel qu'après chaque possession il a parfois du mal à se rappeler qui il est.
- Zebra Daddy : Proxénète de X-23, il prétend l'aimer plus que tout le reste de sa « marchandise », mais ne connaît pas son nom et la voit en fait comme un bien jetable.
- Hector Morales : Il est l'ennemi juré de Kidden au lycée ; à maintes reprises il a essayé de la tuer mais a toujours échoué. Il est maintenant en prison.

## Historique de la publication
NYX devait initialement devenir une série régulière sans limite au nombre de numéros (« ongoing », mais a ensuite été raccourcie pour devenir une mini-série. La série a notamment souffert d'une très longue attente entre les numéros, Quesada ayant fréquemment terminé son script avec retard, ce qui lui a valu d'être la cible de nombreuses critiques. Les cinq premiers numéros de la série sont parus dans les deux Marvel Must haves de l'été 2005, avant le sixième qui, lui, a vu sa publication au mois de juin 2005. Le septième et dernier numéro a été publié au mois de septembre de cette même année.

### Spin-off
Une deuxième série de NYX a été annoncée en 2007 mais n'a jamais vu le jour. En août 2008, une nouvelle série a été lancée, écrite par Marjorie M. Liu et illustrée par Andrasofszky Kalman.

## Édition française
Marvel France a publié une version française  de Nyx en deux tomes de la collection « Marvel Graphic Novel ».